# Dendrobium delicatum
Dendrobium delicatum là một loài thực vật có hoa trong họ Lan. Loài này được (F.M.Bailey) F.M.Bailey mô tả khoa học đầu tiên năm 1902.